# Козлюк Станіслав Олександрович
Станіслав Олександрович Козлюк — український журналіст, фотокореспондент, активіст. Кавалер ордена «За заслуги» III ступеня (2022).

## Життєпис
Працював кореспондентом однієї із регіональних радіостанцій, журналістом та фотокореспондентом журналу «Український тиждень» (2012—2021).

### Громадська діяльність
24 листопада 2013 року постраждав на Євромайдані під час сутички біля Кабміну. Його побив представник спецпідрозділу «Беркут».

## Нагороди
- орден «За заслуги» III ступеня (6 червня 2022) — за вагомий особистий внесок у розвиток вітчизняної журналістики та інформаційної сфери, мужність і самовідданість, виявлені під час висвітлення подій повномасштабного вторгнення Російської Федерації на територію України, багаторічну сумлінну працю та високу професійну майстерність[2].